# ديفيد جيلبرتسون
ديفيد جيلبرتسون (بالإنجليزية: David Gilbertson)‏ هو قاضي ومحامي أمريكي، ولد في 29 أكتوبر 1949 في سيستون في الولايات المتحدة.

## وصلات خارجية
- ديفيد جيلبرتسون على موقع إن إن دي بي (الإنجليزية)